# Белов, Иван Панфилович

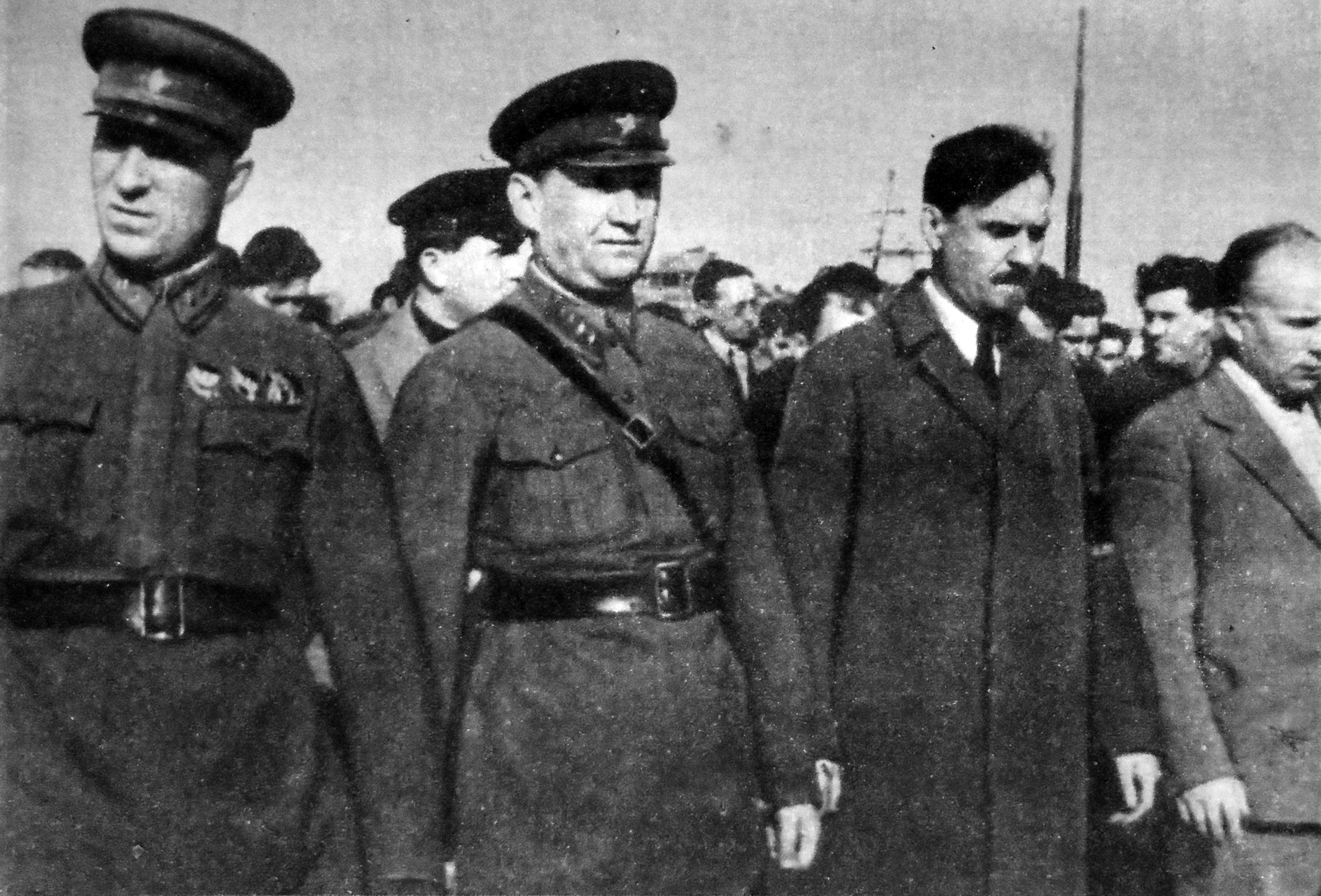
Похороны погибших при катастрофе самолёта «Максим Горький». Военный комендант Москвы М. Ф. Лукин, командующий войсками МВО И. П. Белов, председатель Моссовета Н. А. Булганин, 1-й секретарь МК и МГК ВКП(б) Н. С. Хрущёв. 1935 год

Ива́н Панфи́лович Бело́в (15 [27] июня 1893, деревня Калинниково, Новгородская губерния — 29 июля 1938, Москва) — советский военный деятель, командарм 1-го ранга (1935). 
Член ЦИК СССР (1929—1937), депутат Верховного совета СССР первого созыва (1937—1938), член Военного совета при наркоме обороны СССР. В ходе массовых репрессий в РККА расстрелян (29 июля 1938). После смерти Сталина был реабилитирован (26 ноября 1955).

## Биография
Иван Панфилович Белов родился в деревне Большое Калинниково (ныне Череповецкий район Вологодской области) 15 июня 1893 года. Окончил 4 класса Вахонькинского начального училища, но из-за бедности семьи был вынужден прервать учёбу. Работал по найму на железной дороге, на лесозаготовках, грузчиком в Архангельском порту. Путём самообразования сумел подготовиться и сдать экстерном экзамен на звание учителя в Череповецкой учительской семинарии.
В 1913 году был призван в Русскую императорскую армию и направлен в 13-й Сибирский стрелковый полк. Участвовал в Первой мировой войне в звании унтер-офицера. После контузии и излечения в госпитале направлен в 1-й Сибирский запасный полк в г. Ташкент Туркестан. За оскорбление офицера в 1916 году был осужден военным судом к 4,5 годам дисциплинарного батальона, освобождён во время Февральской революции. С февраля 1917 года — левый эсер. В сентябре 1917 года И. П. Белов был избран председателем солдатского комитета 1-го Сибирского запасного стрелкового полка в Ташкенте, которым командовал во время вооружённого восстания в Ташкенте в октябре 1917 года и в ликвидации автономного правительства Коканда в 1918 году.
Член Ташкентского Совета в 1917—1919 годах, член Туркестанского ЦИК в 1918—1921 годах. С марта 1918 года — комендант крепости (Ташкентская крепость) и начальник гарнизона (Ташкентского  гарнизона). Сыграл одну из ключевых ролей в подавлении антисоветского мятежа в Ташкенте во главе с К. П. Осиповым в январе 1919 года. После подавления мятежа вышел из партии левых эсеров и вступил в партию большевиков.

### 1920—1930-е годы
С апреля по октябрь 1919 года Белов был главкомом войск Туркестанской республики. В январе — июле 1920 года Белов был начальником 3-й Туркестанской стрелковой дивизии в Семиречье, где участвовал в подавлении Верненского восстания. В период с августа 1920 года по сентябрь 1921 года был командующим Бухарской группой войск, провёл Бухарскую операцию, за которую и получил орден Красного Знамени. Участвовал в подавлении Кронштадтского восстания в марте 1921 года, за что награждён своим вторым орденом. 
После Гражданской войны И. П. Белов командовал 2-й Донской и 22-й Краснодарской (апрель-июнь 1922 г.) стрелковыми дивизиями. В 1923 году окончил Военно-академические курсы высшего комсостава РККА при Военной академии РККА. С 1923 по 1925 год последовательно командовал 15-м (06.1923-02.1924), 9-м (02.1924-06.1924) и 2-м (06.1924-07.1925) стрелковыми корпусами. С июля 1925 года — помощник командующего войсками Московского, с июня 1927 года — Северо-Кавказского военных округов.
С ноября 1927 года по июнь 1931 года — командующий войсками Северо-Кавказского военного округа. Руководил проведением двух крупномасштабных чекистско-войсковых операций по разоружению Чечни и Карачая в декабре 1929 и в марте 1930 года. С июня 1931 года по сентябрь 1935 года — командующий войсками Ленинградского военного округа. 
26 января—10 февраля 1934 года делегат XVII съезда ВКП(б).
С сентября 1935 года — командующий войсками Московского военного округа. С июня 1937 года — командующий войсками Белорусского военного округа.
11 июня 1937 года являлся членом Специального судебного присутствия Верховного Суда СССР по делу Тухачевского и др.

### Арест и казнь
7 января 1938 года был арестован. По обвинению в шпионаже в пользу Германии и в принадлежности к «военно-эсеровской организации» Военной коллегией Верховного суда СССР был приговорён к высшей мере наказания. Расстрелян в день вынесения приговора 29 июля 1938 года.
И. П. Белов был реабилитирован определением Военной коллегии Верховного суда СССР 26 ноября 1955 года.

## Семья
Жена - А.Л. Белова-Дударева. Сын и дочь. 

## Увековечение памяти
Именем командарма Белова в Череповце названа улица.

## Воинские звания
- Командарм 1-го ранга — 20.11.1935[4]

## Награды
- Два ордена Красного Знамени (16.09.1920, 16.04.1921)[5]